# Villers-Farlay
Villers-Farlay je naselje in občina v vzhodnem francoskem departmaju Jura regije Franche-Comté. Leta 2009 je naselje imelo 514 prebivalcev.

## Geografija
Kraj leži v pokrajini Franche-Comté ob reki Loue, 27 km jugovzhodno od Dola in 40 km jugozahodno od Besançona.

## Uprava
Villers-Farlay je sedež istoimenskega kantona, v katerega so poleg njegove vključene še občine Chamblay, Champagne-sur-Loue, Cramans, Écleux, Grange-de-Vaivre, Mouchard, Ounans, Pagnoz, Port-Lesney in Villeneuve-d'Aval s 4.215 prebivalci (v letu 2009).
Kanton Villers-Farlay je sestavni del okrožja Dole.

## Zanimivosti
- cerkev sv. Jurija;